# Туровский, Михаил Саулович
Михаил Саулович Туровский (род. 1933, Киев, Украинская ССР) — украинский советский и американский художник и писатель
-афорист. Живёт в Нью-Йорке с 1979 года. Народный художник Украины (2008), член Академии искусств Украины.

## Биография
Родился в 1933 году в Киеве, в семье портного. В начале Великой Отечественной войны (в июле 1941 года) его отец Шаул Айзикович Туровский (1895—1943), уроженец Прилук, ушёл добровольцем на фронт и погиб в 1943 году. Был эвакуирован в Самарканд с матерью Сарой Моисеевной Саучик-Туровской и старшим братом Анатолием (впоследствии скульптором).
В Самарканде Туровский поступил в художественную школу при Ленинградской Академии, которая была туда эвакуирована. Среди его одноклассников был Илья Кабаков (в дальнейшем — художник-концептуалист). После возвращения из эвакуации учился в Киевской республиканской художественной школе и Киевском художественном институте, где был учеником Татьяны Яблонской.

## Семья
Брат — Анатолий Саулович Туровский (род. 1926), скульптор, литератор.

## Награды и звания
- Народный художник Украины (19 декабря 2008 года) — за весомый личный вклад в развитие украинского изобразительного искусства, многолетнюю плодотворную творческую и общественную деятельность[2].